# Aeroportul San José de Chiquitos
Aeroportul San José de Chiquitos (IATA: SJS, ICAO: SLJE) este un aeroport din Bolivia ce deservește zona San José de Chiquitos⁠(d). A fost numit după zona deservită.
Situat la o altitudine de 284 m, aeroportul dispune de o singură pistă.